# Wild Cherry
Wild Cherry was een Amerikaanse funkrockband, die actief was tussen 1970 en 1979. De band is vooral bekend van hun hit Play That Funky Music (1976).

## Geschiedenis
Wild Cherry werd opgericht door Rob Parissi in 1970. De naam was afkomstig van de verpakking van hoestbonbons die Parissi had gekregen toen hij in het ziekenhuis lag. De oorspronkelijke bezetting bestond uit Ben Difabbio (drums en zang), Louie Osso (gitaar, zang), Larry Brown (basgitaar, zang), Larry Mader (toetsen, zang) en Rob Parissi (hoofdzanger en gitarist).
Tijdens de vroege jaren zeventig bracht Wild Cherry enkele platen in eigen beheer uit, waaronder You Can Be High (But Lay Low), en Something Special On Your Mind. Op dat moment was hun muziek nog pure rock in plaats van funk. Wild Cherry wist uiteindelijk een platencontract te krijgen bij Brown Bag Records van Terry Knight (bekend van Terry Knight and the Pack). Enkele demo’s en singles van Wild Cherry opgenomen voor Brown Bag werden door United Artists uitgebracht.
De band ging uit elkaar toen Parissi de groep verliet om manager van een steakhouse te worden. Parissi besefte al snel dat muziek toch meer zijn roeping was en blies de band nieuw leven in met Bryan Bassett (gitaar/zang), Ron Beitle (drums), en Allen Wentz (basgitaar/synthesizer/zang). In deze nieuwe bezetting kreeg Wild Cherry al snel succes in Pittsburgh en omstreken. Na een aantal optredens in nachtclubs besloot Parissi ook Wild Cherry een nieuwe richting in te laten slaan met funkrock.
In 1976 brak Wild Cherry internationaal door met Play That Funky Music. Parissi schreef het nummer naar aanleiding van een groepsbespreking waarin hij had voorgesteld om voortaan funkrock te spelen. Het werd opgepikt door Sweet City Records, die Wild Cherry meteen een contract aanbood. Play That Funky Music behaalde de eerste plaats in de Billboard R&B en Billboard Hot 100. Zowel de single als het album haalden platina. Billboard riep Wild Cherry zelfs uit tot beste popgroep van het jaar. De band won ook een American Music Award voor beste rhythm-and-blues-single van het jaar, en werd genomineerd voor meerdere Grammy Awards.
Wild Cherry kon het succes van Play That Funky Music echter niet meer evenaren. Hun volgende twee albums, Electrified Funk en I Love My Music, leverden geen top 20-hits op, en hun album Only the Wild Survive zelfs geen top 100-hit. De single Baby Don't You Know deed het relatief gezien nog het beste, met een 43e plaats in de Billboard Hot 100. Het nummer 1 2 3 Kind Of Love was evenmin een groot succes, maar vond wel aanhang in de beach musicclubs in Noord- en Zuid-Carolina. Het is daar nog altijd populair.
In 1979 werd besloten de band op te heffen. Rob Parissi verhuisde nadien naar Miami, leerde daar Bobby Caldwell kennen, en richtte met hem een band op voor een tournee door Japan en de Verenigde Staten. Allen Wentz verhuisde naar New York en werd een synthesizerspeler die zich ging toeleggen op jingles en gastoptredens. Gitarist Bryan Bassett begon een succesvolle carrière als producer bij de King Snake Studio in Sanford.
Play That Funky Music werd in de jaren nadat Wild Cherry uiteenviel nog meerdere keren gecoverd, waaronder door de rockband Roxanne in 1988 en door Vanilla Ice in 1990. Het staat 73e op Billboards lijst van 100 beste nummers ooit.

## Discografie

### Albums
| Album met eventuele hitnotering(en) in de Nederlandse Album Top 100 | Datum van verschijnen | Datum van binnenkomst | Hoogste positie | Aantal weken | Opmerkingen   |
| ------------------------------------------------------------------- | --------------------- | --------------------- | --------------- | ------------ | ------------- |
| Wild Cherry                                                         | 1976                  | 30-11-1976            | 17              | 13           |               |
| Electrified funk                                                    | 1977                  | -                     |                 |              |               |
| I love my music                                                     | 1978                  | -                     |                 |              |               |
| Only the wild survive                                               | 1979                  | -                     |                 |              |               |
| Play the funk                                                       | 2000                  | -                     |                 |              | Verzamelalbum |
| Super hits                                                          | 2002                  | -                     |                 |              | Verzamelalbum |

### Singles
| Single met eventuele hitnotering(en) in de Nederlandse Top 40 | Datum van verschijnen | Datum van binnenkomst | Hoogste positie | Aantal weken | Opmerkingen                           |
| ------------------------------------------------------------- | --------------------- | --------------------- | --------------- | ------------ | ------------------------------------- |
| Get down / Livin' & lovin'                                    | 1972                  | -                     |                 |              |                                       |
| Show me your badge / Bring back the fire                      | 1973                  | -                     |                 |              |                                       |
| Play that funky music                                         | 1976                  | 02-11-1976            | 4               | 12           | #4 in de Single Top 100 / Alarmschijf |
| I feel sanctified                                             | 1976                  | -                     |                 |              |                                       |
| Baby don't you know                                           | 1977                  | -                     |                 |              |                                       |
| Hold on (With strings)                                        | 1977                  | -                     |                 |              |                                       |
| Hot to trot                                                   | 1977                  | -                     |                 |              |                                       |
| 123 Kind of love                                              | 1978                  | -                     |                 |              |                                       |
| This old heart of mine                                        | 1978                  | -                     |                 |              |                                       |
| Don't wait too long / Try a piece of my love                  | 1979                  | -                     |                 |              |                                       |

### NPO Radio 2 Top 2000
| Nummer met noteringen in de NPO Radio 2 Top 2000 | '99  | '00  | '01  | '02  | '03  | '04  | '05  | '06  | '07  | '08  | '09 | '10  | '11  | '12  | '13  | '14  | '15  | '16  | '17  |
| ------------------------------------------------ | ---- | ---- | ---- | ---- | ---- | ---- | ---- | ---- | ---- | ---- | --- | ---- | ---- | ---- | ---- | ---- | ---- | ---- | ---- |
| Play That Funky Music                            | 1259 | 1518 | 1433 | 1652 | 1575 | 1588 | 1802 | 1913 | 1814 | 1710 | -   | 1916 | 1985 | 1944 | 1790 | 1840 | 1999 | 1904 | 1886 |

1. ↑  Een '-' betekent dat het nummer niet was genoteerd en een vetgedrukt getal geeft de hoogste notering aan.
2. ↑  Deze tabel is bijgewerkt tot en met de laatste editie (2024).

## Bandleden
- Rob Parissi – hoofdzanger, gitaar(1970–1979)
- Allen Wentz – basgitaar (1975–1978)
- Bryan Bassett – gitaar (1975–1978)
- Ronald Beitle – drums, slaginstrument (1975–1979)
- Mark Avsec – keyboards (1975–1979)
- Coogie Stoddart – gitaar, zang (1973–1975) and (1977–78)
- Donnie Iris – gitaar, zang (1978–1979)